# Herpsilochmus frater
El tiluchí alirrufo norteño (Herpsilochmus frater), también denominado hormiguerito de ala rufa (en Perú), hormiguerito alirrufo (en Colombia), hormiguerito alirrojizo (en Ecuador) u hormiguerito alicastaño (en Panamá), es una especie de ave paseriforme de la familia Thamnophilidae perteneciente al numeroso género Herpsilochmus; estudios recientes sugieren que la presente especie debía ser separada de Herpsilochmus rufimarginatus, donde estuvo tradicionalmente incluida como un grupo de subespecies. Es nativo del noroeste y norte de Sudamérica, y del extremo sureste de Centroamérica. 

## Distribución y hábitat
Se distribuye de forma fragmentada, desde el este de Panamá, hacia el sur a oeste de los Andes por el oeste de Colombia hasta el oeste de Ecuador, y al este de los Andes, hacia el sur por Colombia, Ecuador y Perú, hasta el norte de Bolivia, y hacia el este por Venezuela, Guyana, Surinam, extremo norte, sureste y suroeste de la Amazonia brasileña. Existe una población en el noreste de Brasil, que puede ser incluida en la presente, pero son necesarios más estudios.
Esta especie puede ser localmente muy común en sus hábitats naturales: el dosel y los bordes de selvas húmedas de baja altitud y montanas bajas hasta los 1400 m de altitud.

## Sistemática

### Descripción original
La especie H. frater fue descrita por primera vez por los zoólogos británicos Philip Lutley Sclater y Osbert Salvin en 1880 bajo el mismo nombre científico; la localidad tipo es: «Sarayacu, Ecuador».

### Etimología
El nombre genérico masculino «Herpsilochmus» se compone de las palabras del griego «herpō»: reptar, arrastrarse y «lokhmē»: matorral, chaparral; significando «que se arrastra por el matorral»; y el nombre de la especie «frater», del latín: hermano.

### Taxonomía
Algunos autores, como Aves del Mundo y Birdlife International, consideran al taxón scapularis (junto a frater y exiguus) como la especie separada Herpsilochmus scapularis, sobre la base de diferencias morfológicas y de vocalización.
Sin embargo, estudios en profundidad de las vocalizaciones de los cuatro taxones que estaban compreendidos en el complejo H. rufimarginatus, concluyeron que H. rufimarginatus frater (incluyendo H. r. exiguus) debía ser tratada como especie separada, y que el taxón scapularis (con localidad tipo en el estado de Bahia, dentro de la zona de la subespecie nominal) sería apenas un sinónimo posterior de rufimarginatus, y por lo tanto inválido. La separación de Herpsilochmus frater y la invalidez de H. scapularis fueron referendados en la Propuesta N° 870 al Comité de Clasificación de Sudamérica (SACC), en 2020.

### Subespecies
Según las estudios realizados y las clasificaciones del Congreso Ornitológico Internacional (IOC) y Clements Checklist/eBird v.2021  se reconocen dos subespecies, con su correspondiente distribución geográfica:
- Herpsilochmus frater exiguus Nelson, 1912 – este de Panamá (este de la provincia de Panamá, Darién), noroeste de Colombia (Córdoba, Bolívar) y oeste de Ecuador (Esmeraldas, sur de Pichincha, norte de Los Ríos).
- Herpsilochmus frater frater P. L. Sclater & Salvin, 1880 – norte y sur de Colombia (base de los Andes orientales en La Guajira, Boyacá, Meta, Putumayo) hacia el sur hasta el este de Perú y norte de Bolivia (Pando y La Paz hacia el este hasta Santa Cruz), también en el norte y sur de Venezuela (Zulia al este hasta Monagas, y Bolívar y norte de Amazonas), extremo sur de Guyana, centro de Surinam, y extremo norte y centro sur de la Amazonia brasileña (norte de Roraima, y desde el sur de Pará y oeste de Maranhão hacia el suroeste hasta Rondônia y norte de Mato Grosso). La población del noreste de Brasil, desde Paraíba hasta Alagoas, al norte del río São Francisco se incluye provisoriamente en esta subespecie.[2]